# João Campo Dall'Orto
João Campo Dall'Orto (Resplendor, 9 de julho de 1941) é um político brasileiro, ex-prefeito do município de Itueta, no interior do estado de Minas Gerais. Ocupou o cargo por dois mandatos consecutivos: de 1997 a 2000 e 2001 a 2004.
Durante seus dois mandatos foi realizada a reconstrução do perímetro urbano de Itueta, devido à formação do lago da Usina Hidrelétrica de Aimorés, que inundaria a antiga cidade. Todo o perímetro urbano foi reconstruído e as mudanças foram realizadas a partir de 2004, com a população enfrentando problemas como perda de referências e dificuldades de convívio social. A nova cidade, no entanto, foi totalmente planejada e urbanizada, passando a contar com serviços como saneamento básico, terminal rodoviário e acesso à BR-259.
Candidatou-se a prefeito em Itueta nas eleições de 2016, mas obteve 37,64% dos votos e foi derrotado por Valter José Nicoli, do PMDB, que conquistou 62,36% das intenções.